# Akira Ifukube
Akira Ifukube (født 31. maj 1914 i Kushiro på øen Hokkaido, død 8. februar 2006 i Tokyo, Japan) var en japansk komponist, lærer, professor og violinist.
Ifukube studerede komposition og violin privat hos bl.a. Alexander Tcherepnin og er nok mest kendt som filmkomponist, bl.a. til filmen Godzilla (1954). Han underviste som lærer i komposition på Nihon University College of Art (1946-1953) og Tokyo College of Music (1974-1978). Han underviste bl.a. Yasushi Akutagawa og Toshiro Mayuzumi.
Han har skrevet en symfoni, orkesterværker, filmmusik, kammermusik, vokalværker og instrumentalværker.

## Udvalgte værker
- Symfoni "Tapkaara" (1954 Rev. 1979) - for orkester
- Symfoni Koncertante (1941) - for klaver og orkester
- "Symfonisk fantasi nr. 1-3" (1983) - for orkester
- "Godzilla" (1954) - filmmusk